# Chołmogoj
Chołmogoj (ros. Холмогой) – wieś (sieło) w Rosji, w obwodzie irkuckim, w rejonie załarińskim. W 2010 liczyła 673 mieszkańców.